# スーパー・サーヴァント3
スーパー・サーヴァント3（Super Servant 3）は、オランダのワイスマラー（Wijsmuller）社が所有していた重量物運搬船。

## 概要
本船は1982年3月31日に大島造船所で竣工した。
荷役はRORO方式、またはバラストタンク注水により甲板を水面下に没して（半潜水艇）のFOFO方式が可能である。
1990年には湾岸戦争に参加したアメリカ海軍の掃海艦「アヴェンジャー」と掃海艇3隻を中東まで運搬し、1992年にはジェノヴァ国際博覧会でフローティングパビリオンとなった元青函連絡船「羊蹄丸」をジェノヴァまで運搬した。
2011年現在、船主はワイスマラー社の後身であるドックワイズ（Dockwise）社となっている。

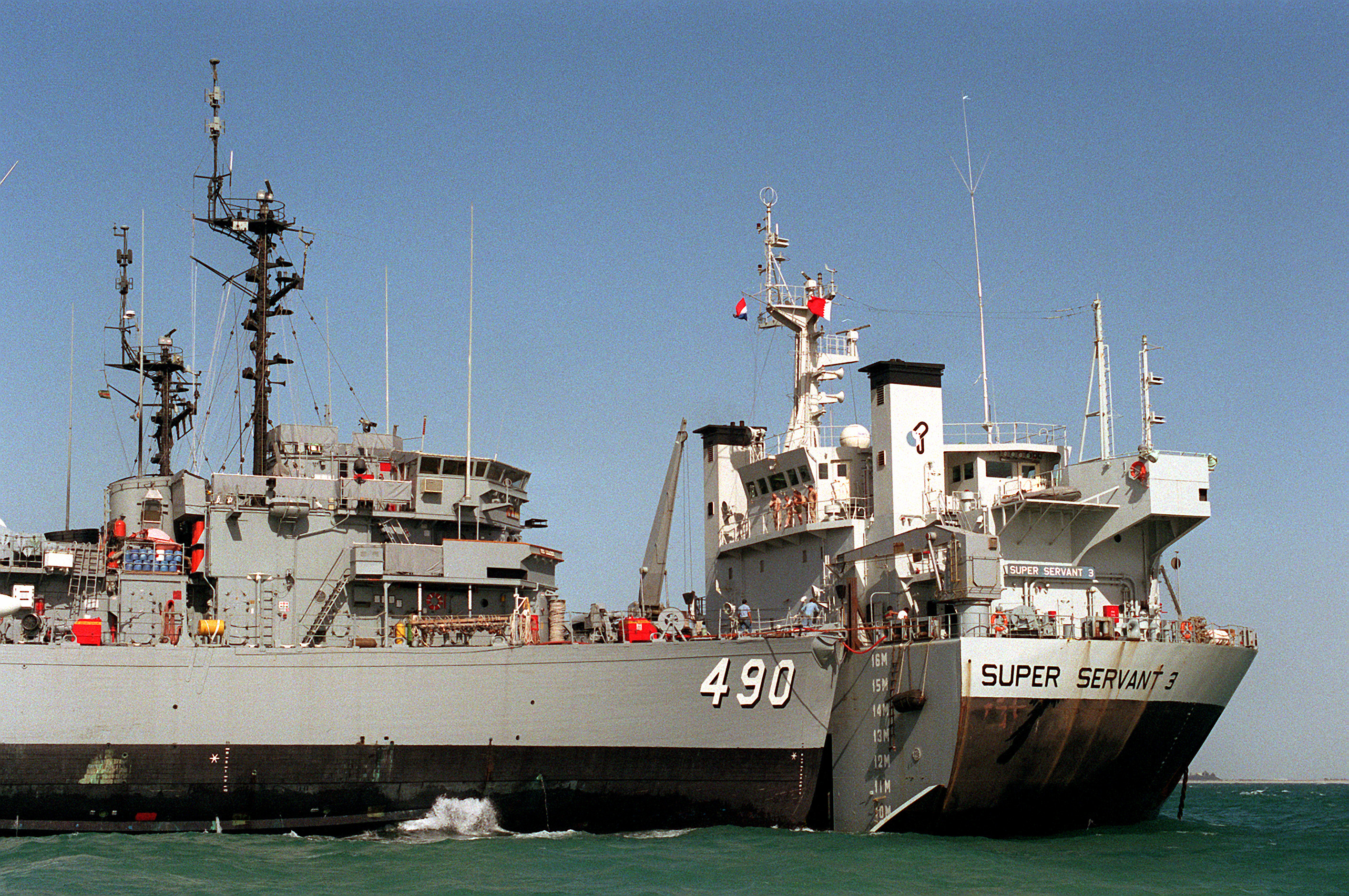
アメリカ掃海艇を積んだスーパー・サーヴァント3。手前は掃海艇「リーダー（MSO-490）」。

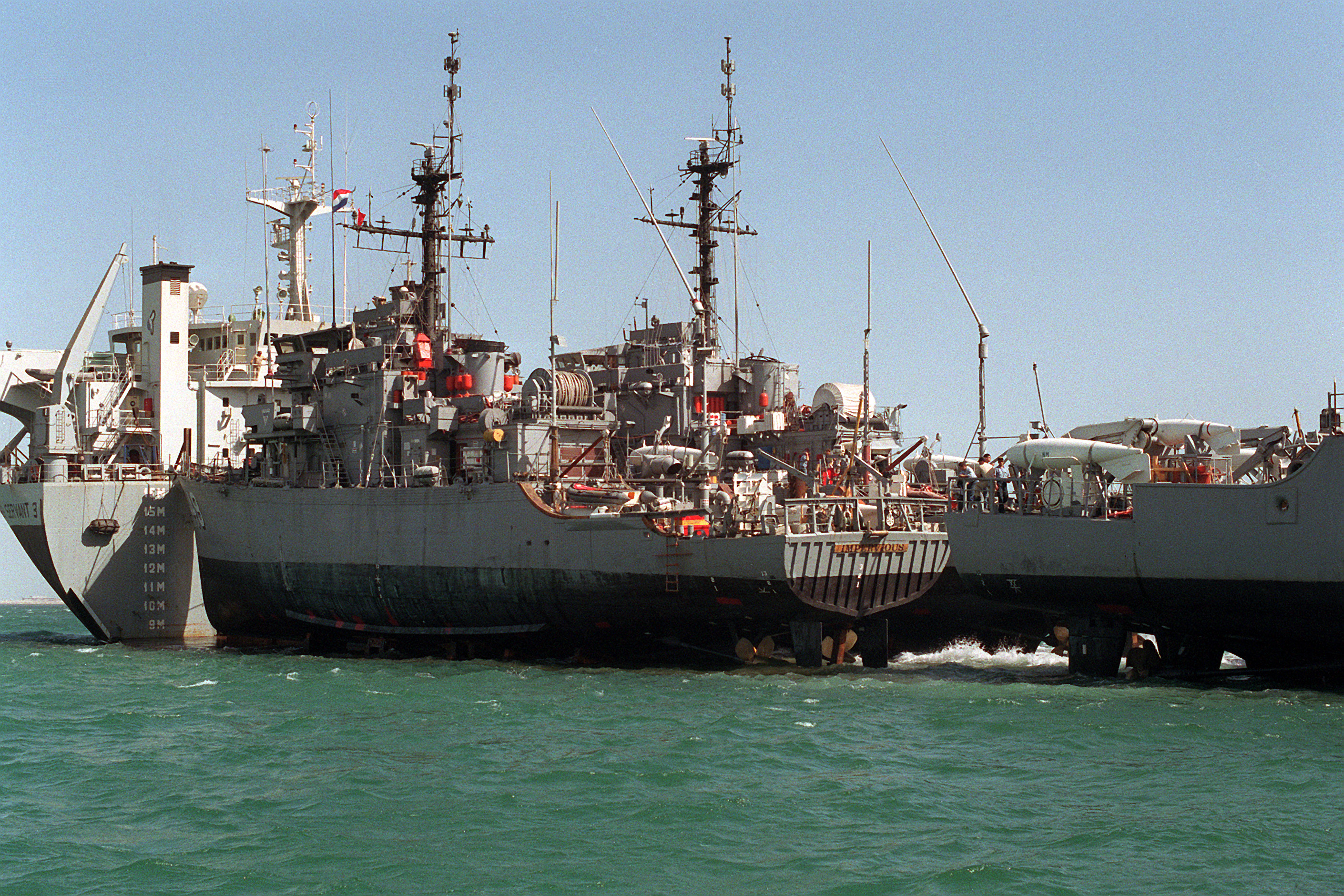
アメリカ掃海艇を積んだスーパー・サーヴァント3。「インパーヴィアス（MSO-449）」等3隻が見える。